# Euthymenes

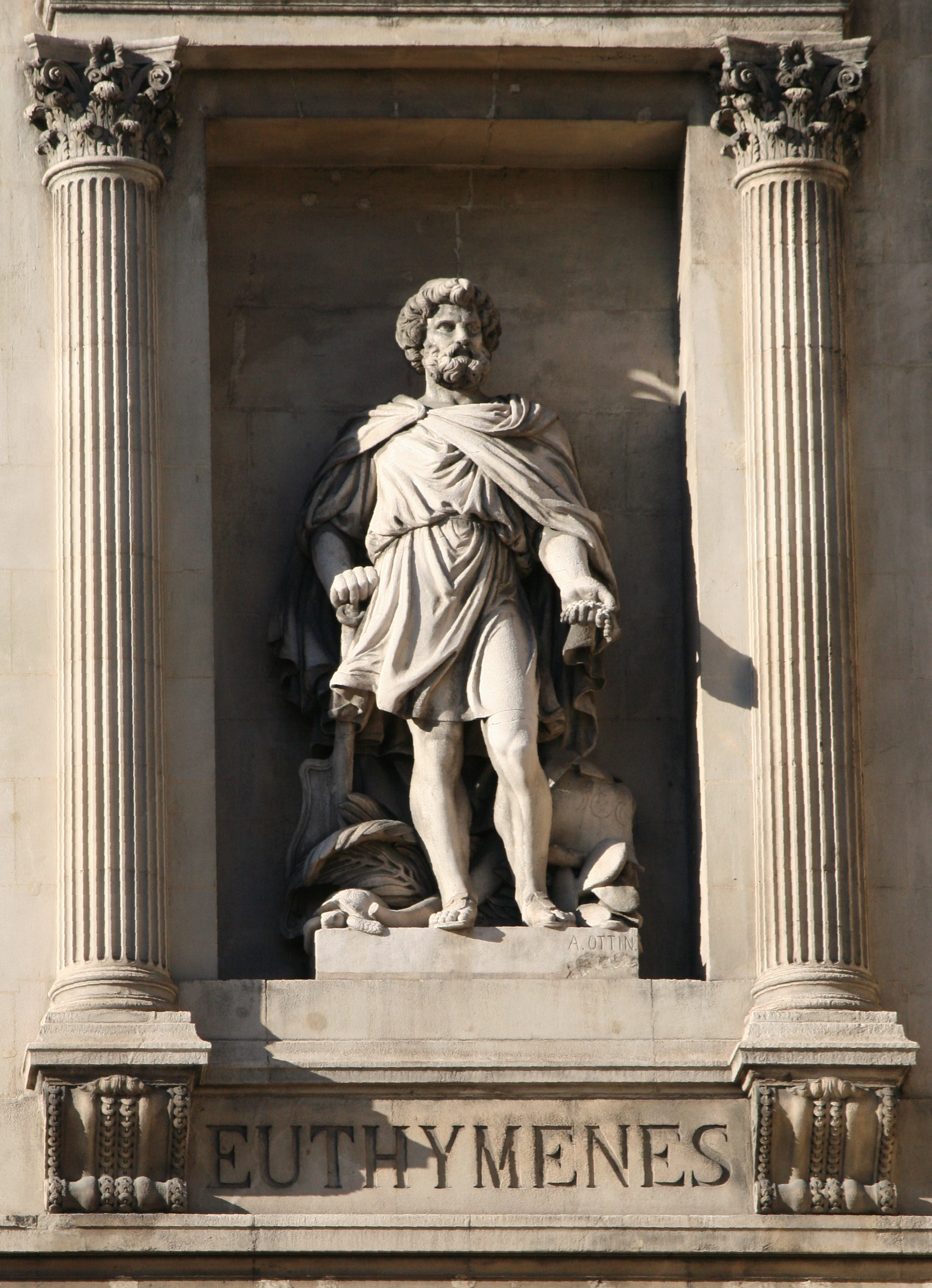
Statue von Euthymenes, von Auguste Ottin, an der Fassade des Palais de la Bourse in Marseille

Euthymenes (altgriechisch Εὐθυμένης) von Massilia war ein griechischer Seefahrer und Entdecker des 6. Jahrhunderts v. Chr. sowie Autor eines nur fragmentarisch erhaltenen Periplus. Euthymenes segelte entlang der Westküste Afrikas bis zur Mündung eines großen Flusses, womöglich des Senegals, sowie eines „süßen Meeres“. Aufgrund der vorgefundenen Fauna (u. a. Flusspferde) schloss er, dass es sich um den Oberlauf des Nils handeln müsse. Seine Theorien sind u. a. bei Herodot zu finden.
| Personendaten    | Personendaten                                      |
| ---------------- | -------------------------------------------------- |
| NAME             | Euthymenes                                         |
| ALTERNATIVNAMEN  | Εὐθυμένης (altgriechisch)                          |
| KURZBESCHREIBUNG | griechischer Seefahrer                             |
| GEBURTSDATUM     | 7. Jahrhundert v. Chr. oder 6. Jahrhundert v. Chr. |
| STERBEDATUM      | 6. Jahrhundert v. Chr. oder 5. Jahrhundert v. Chr. |